# Place Jacques-Duhamel
La place Jacques-Duhamel est une place située dans le 5e arrondissement de Paris.

## Situation et accès
La place est située près des quais de Seine et fait l'angle entre la rue Maître-Albert et le quai de la Tournelle. Elle est proche du port de Montebello, et fait face à l'île de la Cité, plus précisément au chœur de la cathédrale Notre-Dame de Paris et au square Jean-XXIII.

## Origine du nom
Cette place porte le nom de Jacques Duhamel (1924-1977), homme politique français, plusieurs fois ministre sous la présidence de Georges Pompidou, notamment ministre de la Culture.

## Historique
La place est créée et prend sa dénomination actuelle en septembre 2016 et est inaugurée le 22 octobre 2016,. 